# Walter Neumann-Silkow
Walter Neumann-Silkow (* 10. April 1894 in Groß Silkow; † 9. Dezember 1941 im Lazarett Derna, Libyen) war ein deutscher Offizier, zuletzt Generalleutnant im Zweiten Weltkrieg.

## Leben
Neumann-Silkow trat am 1. Februar 1912 als Fahnenjunker in das Dragoner-Regiment Nr. 10 der Königlich Preußische Armee ein und wurde am 18. August 1913 zum Leutnant befördert, mit Patent zum 19. August 1911. Er nahm als Offizier am Ersten Weltkrieg teil.
In der Reichswehr wurde er am 1. April 1936 zum Oberstleutnant befördert. Am 10. August 1938 wurde er Kommandeur der Aufklärungs-Abteilung 7. Am 1. Januar 1939 erfolgte die Beförderung zum Oberst.
Er nahm am Überfall auf Polen teil. Am 29. März 1940 erhielt er das Kommando über die Schützen-Brigade 8. Er nahm an den Feldzügen in Frankreich und auf dem Balkan teil. Am 1. April 1941 wurde er zum Generalmajor befördert und am 21. April 1941 Kommandeur der 8. Panzer-Division.
Das Kommando über die 15. Panzer-Division erhielt er am 26. Mai 1941. Teilnehmer der Afrika-Feldzug. Die Division erlitt schwere Verluste während der Operation Crusader, danach zog sie sich nach Libyen zurück. Neumann-Silkow geriet unter Artilleriebeschuss und wurde schwer verwundet. Die Beförderung zum Generalleutnant erfolgte nach einer Verwundung am 1. Dezember 1941. Er erlag im Krankenhaus seinen Verletzungen.

## Auszeichnungen
Am 22. Juni 1940 kam es zu namentlichen Erwähnung von Neumann-Silkow im Wehrmachtsbericht.
- Eisernes Kreuz (1914) II. und I. Klasse
- Verwundetenabzeichen (1918) in Schwarz
- Spange zum Eisernen Kreuz II. und I. Klasse
- Ritterkreuz des Eisernen Kreuzes am 5. August 1940[2][3]